# Banc Marie Louise
Le banc Marie Louise (en anglais Marie Louise Bank, en mandarin Xióngnán jiāo (en sinogrammes 雄南礁)), en vietnamien Đá Đồng Thạn) est un récif situé en mer de Chine méridionale.

## Géographie
Le banc Marie Louise borde le côté nord du guyot Reed à 130 milles marins au nord-ouest de l'île de Palawan et à 220 milles marins au nord-ouest de l'île de Bornéo.

### Description
Le banc Marie Louise est un ensemble de récifs coralliens sous-marins disposés en arc de cercle à une profondeur minimale de 27 mètres.
Les formations géographiques peu profondes les plus proches sont le récif Hopkins à 76 milles marins au sud-ouest, le récif Baker à 78 milles marins au sud-ouest, ainsi que les îles Plane à 85 milles marins au sud-ouest et l'Nanshan à 90 milles marins au sud-ouest

### Guyot Reed
Le guyot Reed, également appelé banc Reed, banc Recto et plusieurs autres noms (en anglais Reed Tablemount ou Reed Bank ou Recto Bank, en tagalog Recto Bank ou Reed Bank, en mandarin Lǐ yuè tān (en sinogrammes 礼乐滩), en vietnamien Bãi Cỏ Rong), est un vaste mont tabulaire sous-marin ou guyot située dans la mer de Chine méridionale, au nord-est de Dangerous Ground et au nord-est des îles Spratleys. Il couvre une superficie de 8 866 km2, mais avec des profondeurs comprises entre seulement 9 et 45 mètres. La zone submergée mais riche en hydrocarbures comprend le banc Nares et le banc Marie Louise.
Bien que la Cour permanente d'arbitrage ait statué en 2016 que la zone faisait partie de la zone économique exclusive des Philippines (en), les droits économiques sur la zone continuent d'être contestés – principalement par la république populaire de Chine – et l'exploitation des réserves d'hydrocarbures par les Philippines a été suspendue en 2015.
Le guyot se trouve dans le quadrant nord-est du territoire revendiqué par les Philippines dans le cadre de la municipalité de Kalayaan, qui comprend également la plupart des parties nord et est des îles Spratleys. La zone est située au large de la côte nord-ouest de Palawan, au nord du récif Iroquois, des récifs Pennsylvania et des récifs Southern, et à l'est de la partie nord des îles Spratleys.

## Litige territorial
Le banc Marie Louise est actuellement contrôlé par les Philippines mais la Chine en revendique la souveraineté.
En juin 1995, les Philippines ont annoncé qu'elles construisaient des phares sur « le banc Nares, le banc Amy Douglas ou le banc Marie Louise, le banc Routh et l'atoll Jackson pour servir de base juridique à leur nouvelle ligne de base ».
Les éléments occupés les plus proches des îles Spratleys sont l'île Plane et le banc Second Thomas occupés par les Philippines, ainsi que le récif Mischief occupé par la république populaire de Chine,.
Début 2011, l'armée philippine a affirmé que la Chine avait violé sa souveraineté et que des navires de reconnaissance et de guerre chinois avaient déchargé des matériaux de construction et établi des avant-postes sur le récif.
Le 30 septembre 2021, le secrétaire philippin aux Affaires étrangères, Teodoro Locsin Jr., a demandé au ministère philippin des Affaires étrangères de déposer trois nouvelles protestations auprès de la Chine concernant les récentes actions en mer de Chine méridionale, notamment la « présence continue de navires de pêche chinois à proximité du récif Iroquois ».
Le 4 avril 2024, les Philippines et la Chine ont échangé leurs accusations samedi au sujet d'une rencontre dans les eaux contestées de la mer de Chine méridionale, dans le cadre d'une dispute croissante sur une voie navigable clé.
Le 2 décembre 2024, les garde-côtes chinois ont déclaré que plusieurs navires philippins « sous couvert de » bateaux de pêche « se sont rassemblés illégalement dans les eaux proches du récif de Hòuténg, dans les îles Nansha ».